# Frank Farina
Pour les articles homonymes, voir Farina.
Ne doit pas être confondu avec Frank Farian.
Frank Farina né le 5 septembre 1964 à Darwin, est un footballeur international australien, qui évolue au poste d'attaquant, reconverti entraîneur.

## Biographie

### Carrière de joueur

#### Parcours en club
Après s'être fait connaître en Australie avec les Canberra Arrows, Sydney City et Marconi Fairfield, cet attaquant redoutable débarque en Europe au Club Bruges où il marque les esprits en devenant meilleur buteur et meilleur étranger de la compétition. Par la suite, sa carrière de joueur connaîtra des fortunes diverses en Italie à l'AS Bari, en Angleterre à Notts County et en France au RC Strasbourg et au Lille OSC.

#### Parcours en sélection
Lors d'une interview donnée par le joueur israélien Avinoam Ovadia (he), celui-ci explique avoir mis un terme à sa carrière internationale à la suite d'un carton rouge reçu contre l'Australie en mars 1988 après un échange avec Frank Farina à l'issue de laquelle Ovadia simule un crachat. L'arbitre, près de l'action, sanctionne le joueur israélien d'un carton rouge.

### Carrière d'entraîneur
En août 1999, il devient entraîneur de l'équipe d'Australie de football, poste qu'il occupera jusqu'en juin 2005 où il doit démissionner à la suite des mauvais résultats des Socceroos à la coupe des confédérations.

## Palmarès comme joueur
- 1987 : Meilleur buteur de la NSL
- 1988 : Joueur de l'année en Océanie
- 1989-1990 : Meilleur buteur du championnat de Belgique de football
- 1989-1990 : Meilleur joueur étranger du championnat de Belgique de football
- 67 sélections avec l'équipe d'Australie de football (14 buts)
- 1990 : Championnat de Belgique de football
- 1991 coupe de Belgique de football